# کهلوالا
کهلوالا (به لاتین: Kehelwala) یک منطقهٔ مسکونی در سری‌لانکا است که در استان مرکزی (سری‌لانکا) واقع شده‌است.